# Paris–Luxemburg
Paris–Luxemburg var ett etapplopp i landsvägscykling som gick från Paris (hälften av gångerna, men andra utgångsorter var: Chantilly 1964, Nogent-sur-Seine 1967, Compiègne 1968 och Sevran 1970) till Luxemburg och arrangerades från 1963 till 1970. Det ingick i den inofficiella "världscupen" Super Prestige Pernod från 1964 till 1970.
Bland svenska placeringar kan nämnas de båda "Fåglumbröderna" Gösta och Erik Petterson som blev femma respektive nia 1970.

## Podieplaceringar
| År   | Etapper | Vinnare           | Tvåa                   | Trea                  |
| ---- | ------- | ----------------- | ---------------------- | --------------------- |
| 1963 | 2       | Rudi Altig        | Armand Desmet          | Raymond Poulidor      |
| 1964 | 2       | Rik Van Looy      | Jean Stablinski        | Edgard Sorgeloos      |
| 1965 | 4       | Jean Stablinski   | Guido Reybrouck        | Edward Sels           |
| 1966 | 3       | Anatole Novak     | Hubert Harings         | Winfried Bölke        |
| 1967 | 3       | Jan Janssen       | Georges Van Coningsloo | Bernard Guyot         |
| 1968 | 5       | Michele Dancelli  | Marino Basso           | Felice Gimondi        |
| 1969 | 2       | Eddy Merckx       | Felice Gimondi         | Roger De Vlaeminck    |
| 1970 | 5       | Eric De Vlaeminck | Guido Reybrouck        | Giacinto Santambrogio |